# Arseniuro di indio
L'arseniuro di indio, o monoarseniuro di indio, è un semiconduttore composto da indio e arsenico con formula chimica InAs. Ha l'aspetto di cristalli cubici grigi con un punto di fusione di 942 °C.

## Utilizzo
L'arseniuro di indio viene utilizzato per la costruzione di rivelatori a infrarossi, per il range di lunghezze d'onda di 1-3,8 µm. I rivelatori sono solitamente fotodiodi fotovoltaici. I rilevatori raffreddati criogenicamente producono un rumore inferiore, ma i rilevatori ad arseniuro di indio possono essere utilizzati anche in applicazioni ad alta potenza a temperatura ambiente. L'arseniuro di indio viene anche utilizzato per la realizzazione di diodi laser.
L'arseniuro di indio è simile all'arseniuro di gallio (GaAs) ed è un materiale a banda proibita diretta.
L'arseniuro di indio è talvolta usato insieme al fosfuro di indio (InP). Legato con l'arseniuro di gallio forma arseniuro di gallio e indio - un materiale con banda proibita dipendente dal rapporto In/Ga, un metodo principalmente simile alla lega del nitruro di indio con nitruro di gallio per produrre nitruro di gallio di indio. L'arseniuro di indio è talvolta legato con fosfuro di indio e antimoniuro di indio (InSb) per creare una lega quaternaria con una gamma di gap di banda che dipendono dai diversi rapporti di concentrazione dei suoi componenti (InP, InAs e InSb), tali leghe quaternarie erano sotto ampi studi teorici per studiare l'effetto della pressione sulle sue proprietà.
L'arseniuro di indio è ben noto per la sua elevata mobilità elettronica e il bandgap a energia stretta. È ampiamente usato come sorgente di radiazioni terahertz in quanto è un forte emettitore foto-Dember.

## Caratteristiche
I punti quantici dell'arseniuro di indio possono essere formati in un monostrato di arseniuro di indio su fosfuro di indio o arseniuro di gallio. Le discrepanze delle costanti reticolari dei materiali creano tensioni nello strato superficiale, che a sua volta portano alla formazione dei punti quantici. I punti quantici possono anche essere formati nell'arseniuro di gallio e indio, come punti di arseniuro di indio che si trovano nella matrice dell'arseniuro di gallio.
Le proprietà optoelettroniche e le vibrazioni fononiche sono leggermente modificate sotto l'effetto della temperatura nell'intervallo da 0 K a 500 K.
Possiede una struttura cristallina di tipo zincoblenda con una costante di reticolo di valore a=6,0583 Å.